# Toys “R” Us

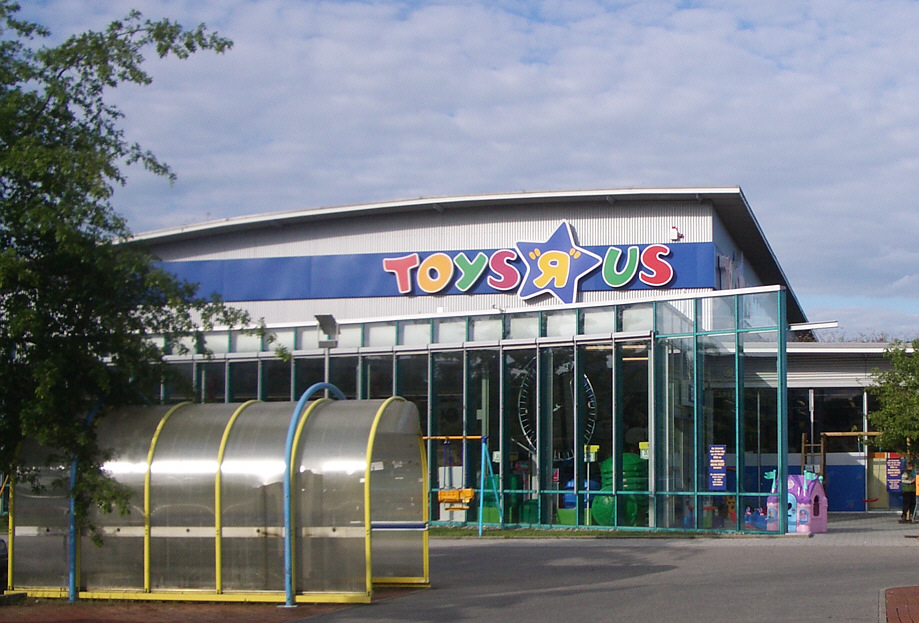
Magasin Toys “R” Us à Ravensburg, Allemagne.

Toys “R” Us (stylisé en "ToysЯus") (« toys are us » en anglais, « les jouets, c'est nous » en français) est une chaîne de magasins de jouets créée aux États-Unis en 1948.
En septembre 2017, la société se déclare en faillite, avec une dette de l'ordre de 5 milliards de dollars. En mars 2018, l'entreprise liquide tous ses magasins américains et licencie ses 33 000 salariés aux États-Unis.
La compagnie gérait plus de 1 500 magasins dans le monde dont 800 aux États-Unis. Le magasin Toys “R” Us de Times Square à New York, inauguré en novembre 2001, était le plus grand magasin de jouets du monde après celui de Londres, Hamleys.
En France, JouéClub, King Jouet et La Grande Récré étaient ses principaux concurrents.

## Histoire

### Débuts
Charles Lazarus lance à l'âge de 25 ans un magasin spécialisé dans la puériculture à Washington durant la période du baby-boom en 1948. Attentif aux demandes de ses clients, il fait régulièrement évoluer son commerce et commence à vendre des jouets premier âge puis étend son offre aux plus grands.
En 1957, dix ans après l'ouverture de son premier magasin, Charles Lazarus ouvre le premier supermarché du jouet. Sa mascotte est Geoffrey, une girafe anthropomorphique apparue en 1965.

### Expansion internationale

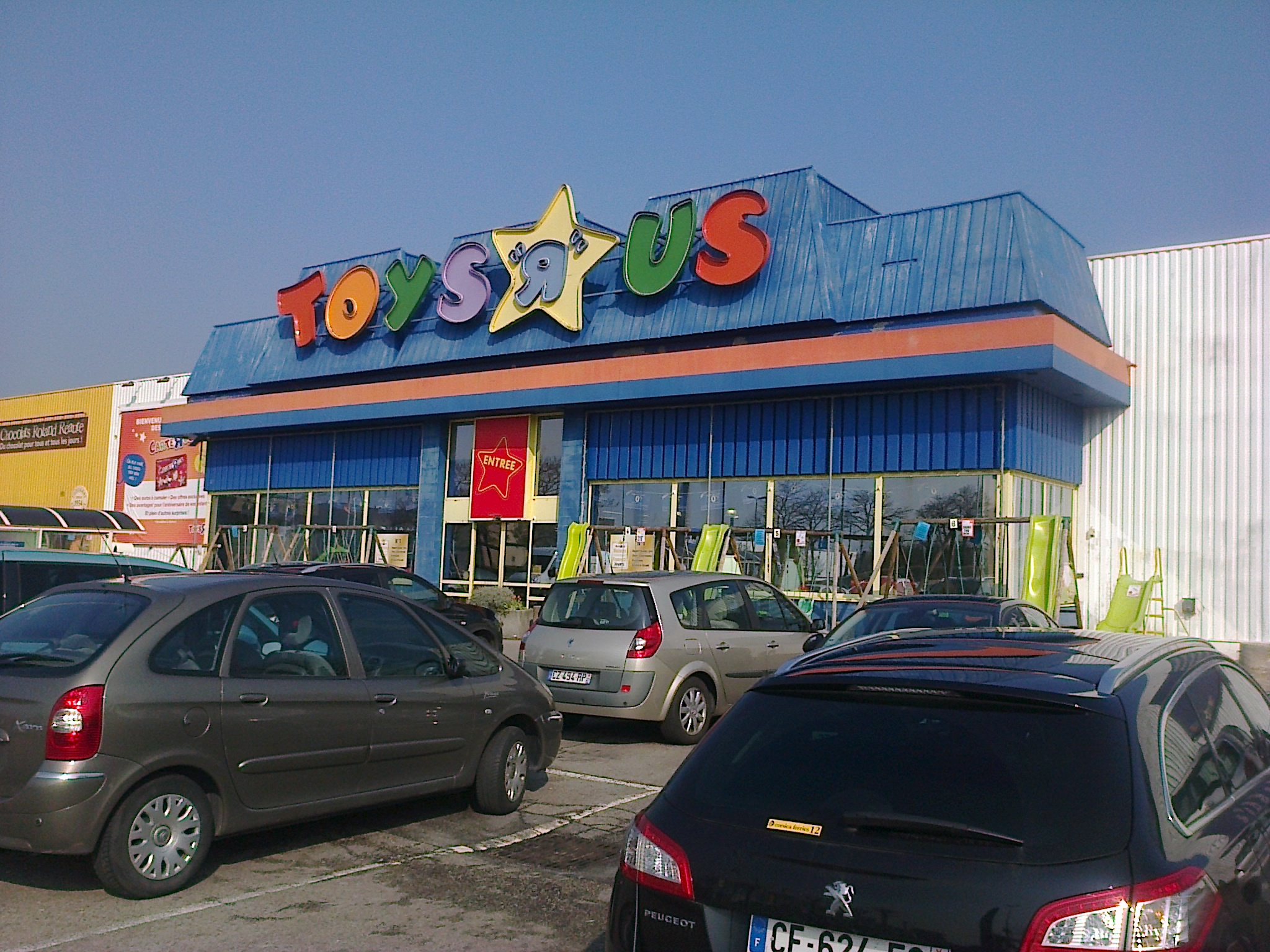
Magasin Toys “R” Us de Plaisir (Yvelines).

En 1984, Toys “R” Us ouvre ses premiers magasins au Canada et à Singapour. Elle sera bientôt présente dans 36 pays dans le monde avec plus de 1 500 magasins dont 1 250 Toys “R” Us.
En France, cinq magasins font leur apparition en 1989 (Plaisir, Parinor, Velizy, Bordeaux et Noyelles-Godault), sous l'impulsion notamment de Jacques Le Foll. Quarante-quatre sont bientôt présents, mais un plan de restructuration internationale entraîne la fermeture de treize sites en 1999. Les magasins français restants sont remodelés : le modèle à gondoles hautes parallèles, inspiré des hypermarchés, est abandonné au profit d'un concept multi-univers mettant en valeur des rayons forts : Imaginarium, Babies “R” Us, “R” Zone... Le client est désormais « guidé » par une arête centrale qui l'accompagne tout au long du magasin jusqu'en ligne de caisse.
En 1996, l'entreprise lance l’enseigne Babies “R” Us.
En 1998, la marque lance son site internet aux États-Unis.
L'expansion du parc reprend doucement au début des années 2000, le groupe détenant quarante-deux Toys “R” Us et cinq Babies “R” Us. En France, les trois derniers magasins Toys “R” Us inaugurés en 2010 sont ceux de Reims, Limoges et Mulhouse. Les magasins français disposent d'une superficie moyenne de 2 600 mètres carrés. La société est le leader français de la distribution de jeux-jouets avec 13,2 % de part de marché en 2006.
L'ensemble du groupe est racheté le 21 juillet 2005 par un consortium composé de Bain Capital Partners LLC, Kohlberg Kravis Roberts & Co. et Vornado Reality Trust pour 6,6 milliards de dollars.
À la rentrée de septembre 2010, Toysrus.fr et Babiesrus.fr sont ouverts en tant que sites marchands[réf. nécessaire].
En 2017, Toys “R” Us se dote d'une place du marché Mirakl.

### Banqueroute
Depuis les années 2010, l'enseigne américaine, comme tous les magasins spécialisés dans ce secteur qui ne réalisent que 41 % des ventes de jouets, est de plus en plus soumis à une concurrence féroce des hypermarchés qui remportent 33 % des ventes, des sites pure players (17 % des ventes) et des autres magasins (10 %). Des sites de vente en ligne comme Amazon et Cdiscount deviennent les redoutables concurrents des boutiques spécialisées.
De plus, les habitudes de consommation de la clientèle se modifient. Ainsi, les parents achètent de moins en moins de jouets à leurs enfants pré-ados au profit de produits numériques (consoles, téléphones, tablettes…).
Enfin, les difficultés de ces enseignes sont aggravées par le fait que l'essentiel de leurs activités est saisonnier puisque 40 % de leur chiffre d’affaires annuel se réalisent sur le seul mois de décembre.

#### États-Unis

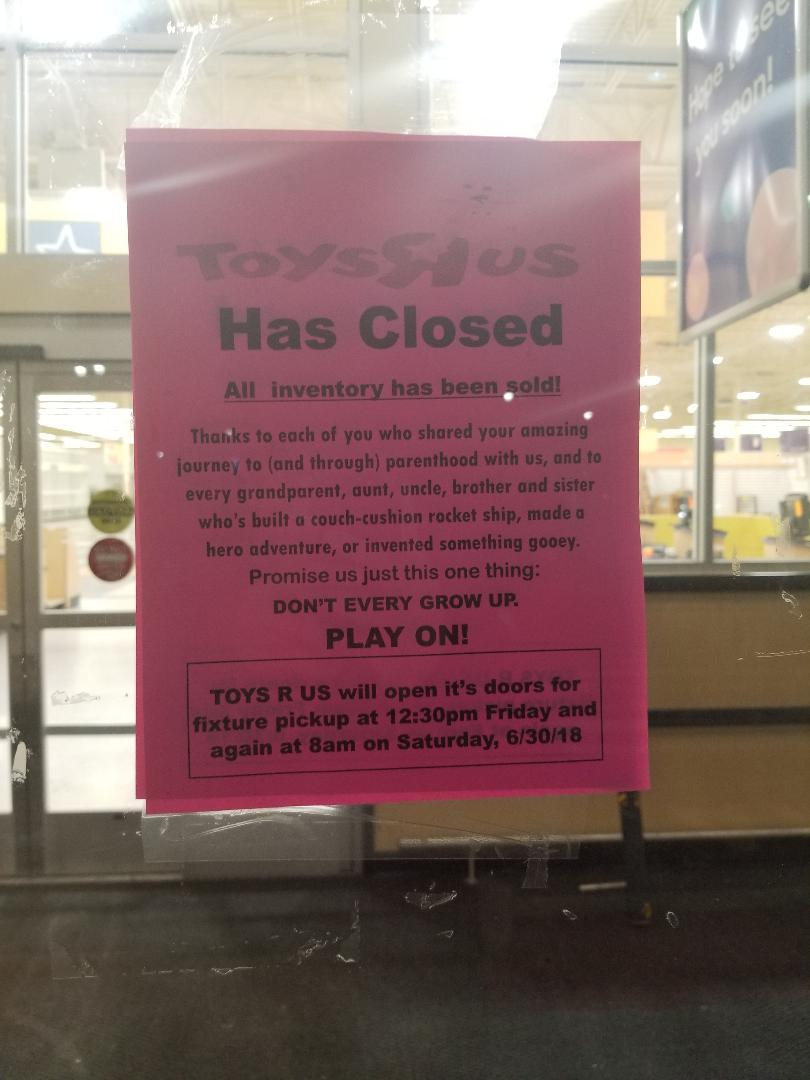
Affiche signalant la fermeture d'un magasin américain de l'enseigne en juin 2018 (East Brunswick, New Jersey).

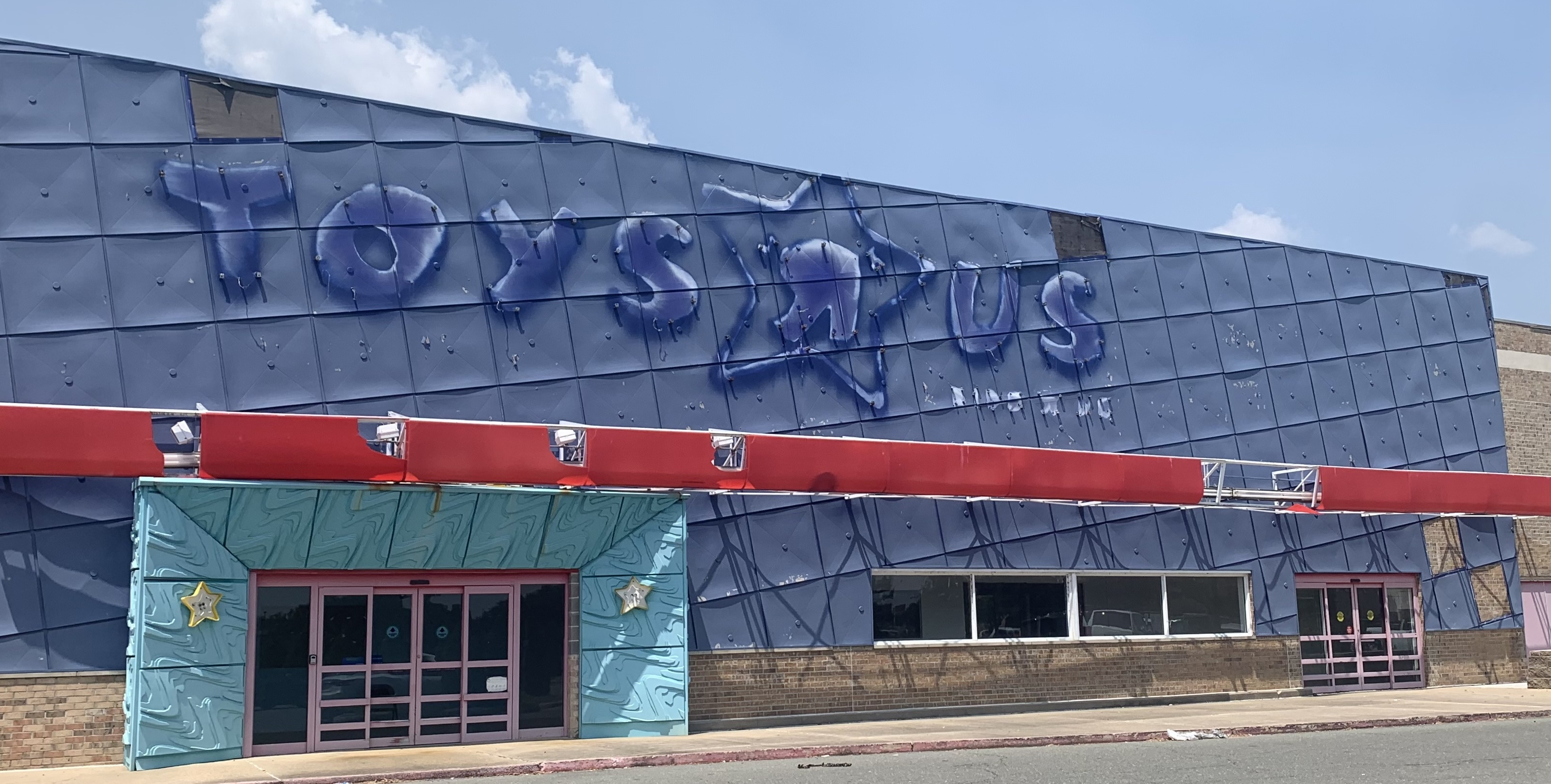
Toys "R" Us abandonnés à Monroe, Louisiane

Le 18 septembre 2017, les activités de l'entreprise Toys “R” Us aux États-Unis sont placés sous le chapitre 11 de la loi sur les faillites du fait du poids de la dette, de l'ordre de 5 milliards de dollars.
En janvier 2018, l'entreprise annonce la fermeture de 182 magasins aux États-Unis sur les 881 qu'elle dirigeait.
Les 14 et 15 mars 2018, la marque liquide tous ses magasins restants et licencie ses 33 000 salariés aux États-Unis.
En octobre 2018, la marque annonce qu'elle pourrait revenir via la société « Geoffrey's Toy Box » (du nom de la girafe de la société, sa mascotte), créée par un fonds d'investissement ayant racheté une vingtaine de marques du groupe dont Toys “R” Us et Babies "R" Us. La société Geoffrey pourrait proposer une plateforme de vente de jouets en ligne et faire revenir la marque Toys “R” Us via des « store-within-a-store (en) » dans les hypermarchés américains.

#### Royaume-Uni
En février 2018, la division Toys “R” Us au Royaume-Uni est placée en liquidation judiciaire, menaçant l'ensemble de ses magasins britanniques,.

#### Suisse / Autriche / Allemagne
En avril 2018, le groupe irlandais Smyths Toys se porte acquéreur pour les activités de Toys “R” Us en Suisse, c'est-à-dire l'acquisition des 10 magasins. Pendant cette même annonce, Smyths Toys reprend également les activités en Allemagne et en Autriche ; il s'agit d'un accord provisoire, sous réserve de validation des autorités de la concurrence.

#### Canada
Le 27 avril 2018, la division de Toys “R” Us au Canada annonce que les tribunaux américains et canadiens ont donné leur approbation pour la reprise de celle-ci par la société Fairfax Financial. Cette transaction devrait être officiellement conclue d'ici la fin du deuxième trimestre de 2018.
En novembre 2024, Toys "R" Us Canada annonce la fermeture de 3 établissements québecois (Drummondville, Vaudreuil-Dorion et à Québec. 53 personnes perdront leur emplois.
En mars 2025, Toys "R" Us Canada annonce la fermeture de 4 magasins au Québec portant le total à 7 en quelques mois. Le détaillant compte fermer trois établissements à Montréal et un à Sherbrooke. Ses fermetures entraineront une perte de 89 emplois.
En juillet 2025, Toys "R" Us Canada annonce la fermeture de 4 autres succursales au Québec : Trois-Rivières, Terrebonne, Boisbriand et Anjou.

#### France
Au 31 janvier 2017 la filiale française réalisait un chiffre d'affaires de 327 millions d'euros avec un effectif moyen de 1315 personnes répartis dans 55 établissements et une perte d'exploitation de 7 millions d'euros.
En mars 2018, la division de Toys “R” Us en France négocie avec de possibles repreneurs, l'activité se poursuivant dans les 53 magasins français à cette date.
En juillet 2018, la filiale française annonce son intention de demander son placement en redressement judiciaire. Le 25 juillet, le redressement judiciaire est prononcé.[réf. souhaitée]
Avec ses 53 magasins qui comptent 1 167 salariés, Toys “R” Us France prévoit une diminution de ses effectifs via 200 à 250 licenciements. Le Tribunal de Commerce d'Evry doit statuer le 8 octobre 2018 sur le repreneur du groupe : Pierre Mestre (Orchestra Prémaman), Jellej Jouets, ou Financière Immobilière Bordelaise (déjà propriétaire de La Grande Récré). L'ensemble des propositions conviennent d'une reprise d'une quarantaine de points de vente.
Le 8 octobre 2018, le tribunal de commerce valide le plan de cession à Jellej, société créée en septembre 2018 par Tony Lesaffre dirigeant d'Exponantes (parc des expositions de Nantes) et Sepamat (réseau d'autopartage Marguerite à Nantes), avec le soutien de Cyrus Capital (un des créanciers de Toys “R” Us) associé à Picwic (de Stéphane Mulliez). 44 magasins sont concernés ainsi que  1 036 emplois.
Les magasins français sont renommés PicWicToys (Jellej Jouets, associé à Picwic, du groupe Luderix).

## Identité visuelle (logo)

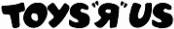
Logo de septembre 1976 à juin 1987.
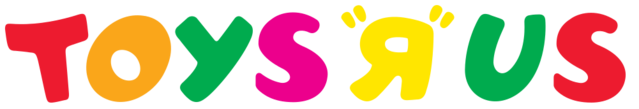
Logo d'août 1987 à juin 1998.
Logo de septembre 1998 à juin 2007.
Logo depuis septembre 2007.

Note : la lettre au centre du logo ne doit pas être confondue avec la lettre cyrillique Я (« Ia »).

## Pays d’implantation
- Allemagne, depuis 1987
- Arabie saoudite
- Australie, depuis 1991
- Autriche
- Bahreïn
- Belgique
- Canada, depuis 1984
- Chine
- Danemark
- Émirats arabes unis
- Espagne
- États-Unis, premier magasin établi en 1948
- Finlande, depuis 2006
- France
- Hong Kong
- Indonésie
- Israël
- Italie
- Japon, depuis 1989
- Luxembourg
- Malaisie
- Norvège
- Pays-Bas
- Philippines depuis juillet 2006
- Portugal
- Royaume-Uni, depuis août 1986
- Singapour, depuis 1984
- Suède, depuis 1994
- Suisse
- Taïwan
- Turquie

## Divisions

### Concepts

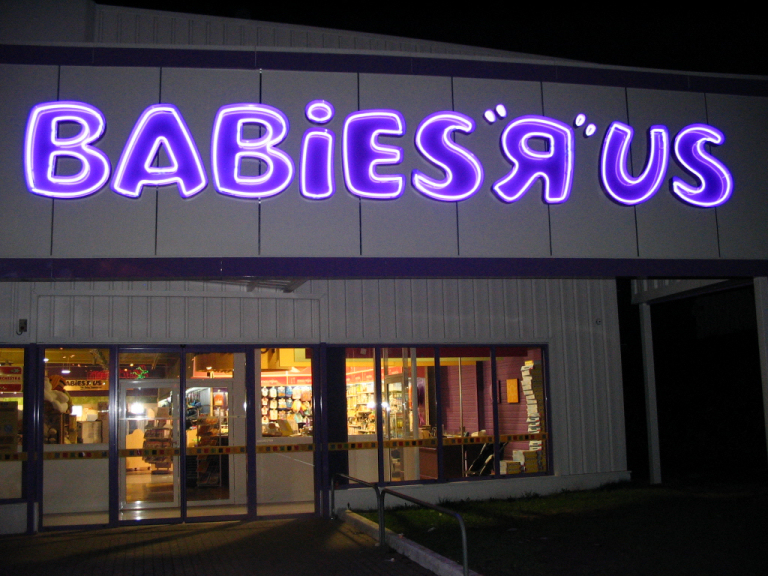
Magasin Babies “R” Us à Englos (France).

D'autres concepts de magasins sont gérés par Toys “R” Us :
- Kids “R” Us : créé en 1983, spécialisé dans les vêtements de marques pour enfants ;
- Babies “R” Us : créé en 1996, spécialisé dans la puériculture ;
- Imaginarium : créé en 1999, spécialisé dans les produits éducatifs ;
- Geoffrey : créé en 2002, petites surfaces regroupant les divers univers du groupe dans des zones moins urbaines.

Sur ces quatre concepts, seul Babies “R” Us est exploité en dehors du continent américain.
Toys “R” Us développe des marques propres innovantes dans chacun de ses univers. Les plus connues sont Bruin (jouets 1er âge et articles de puériculture), FastLane (jouets garçon), You & Me (poupées), Just like Home (dinettes), Stats (jouets de plein air), Univers of Imagination (jeux créatifs).

### Babies “R” Us

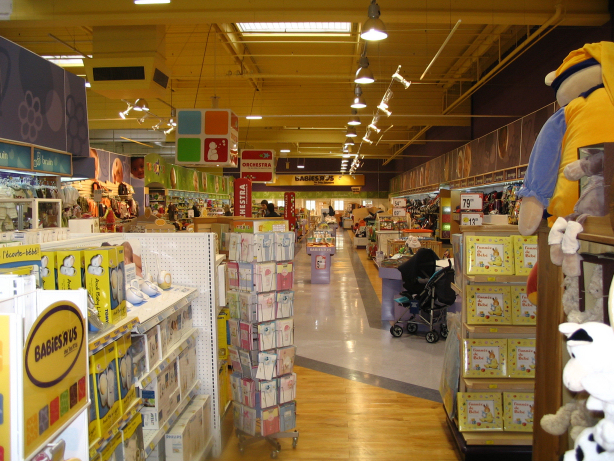
Vue intérieure du magasin Babies “R” Us Englos (France).

Le groupe Toys “R” Us bénéficie d'une présence depuis 1996 sur le marché de l’équipement pour Bébé grâce à son réseau de plus de 250 magasins Babies “R” Us aux États-Unis. Sur le continent européen, les magasins doivent se contenter d'un simple espace Babies “R” Us d'environ 200 mètres carrés.
En 2006, le groupe lance au Canada un nouveau concept : le « Side by Side », magasin Babies “R” Us accolé au magasin de jouets Toys “R” Us. Trois ouvertures-tests sont programmées en Espagne en 2007 pour tester la viabilité du système en Europe.
En France, le premier magasin Babies “R” Us ouvre ses portes sur le site d'Englos dans la banlieue de Lille le 15 septembre 2007 : il accueille plus de 800 mètres carrés dédiés à la puériculture et au Premier âge, intègre un rayon textile de la marque Orchestra, une entrée et une ligne de caisse autonomes et est rattaché par deux sas au magasin Toys “R” Us principal. Les clients peuvent librement circuler d'un magasin à l'autre.
Le concept Side by side (« côte à côte ») est dupliqué dès le second semestre 2008 sur les sites de Nantes, Ormesson, Avignon et Bordeaux, d'autres pays européens se lancent également dans l'aventure.